# Georgios Giamalis
Georgios Giamalis (griechisch Γιώργος Γιάμαλης auch Georgios Yamalis; * 6. August 1907 in Konstantinopel; † 24. Februar 1985 in Athen) war ein griechischer Fußballtorwart.

## Werdegang
Giamalis spielte bei AEK Athen. Er stand im April 1929 im Aufgebot der griechischen Nationalmannschaft bei ihrem ersten offiziellen Länderspiel nach Gründung des Fußballverbandes. Insgesamt bestritt er bis 1932 zehn Länderspiele.